# Champ-Haut
Champ-Haut è un comune francese di 52 abitanti situato nel dipartimento dell'Orne nella regione della Normandia.

## Società

### Evoluzione demografica
Abitanti censiti